# Hajime Sorayama
Hajime Sorayama (jap. 空山 基 Sorayama Hajime; ur. 1947 w Imabari, w prefekturze Ehime, w Japonii) – japoński grafik-hiperrealista, ilustrator.
Styl jego dzieł jest bardziej realistyczny niż typowe anime i manga, tworzy słynne obrazy kobiet-robotów, często o silnie erotycznym charakterze. Rysuje także cyborgi i inne mieszanki postaci ludzi i zwierząt.
Jego pierwszą książką była „Sexy Robot” wydana w 1983.

## Galeria

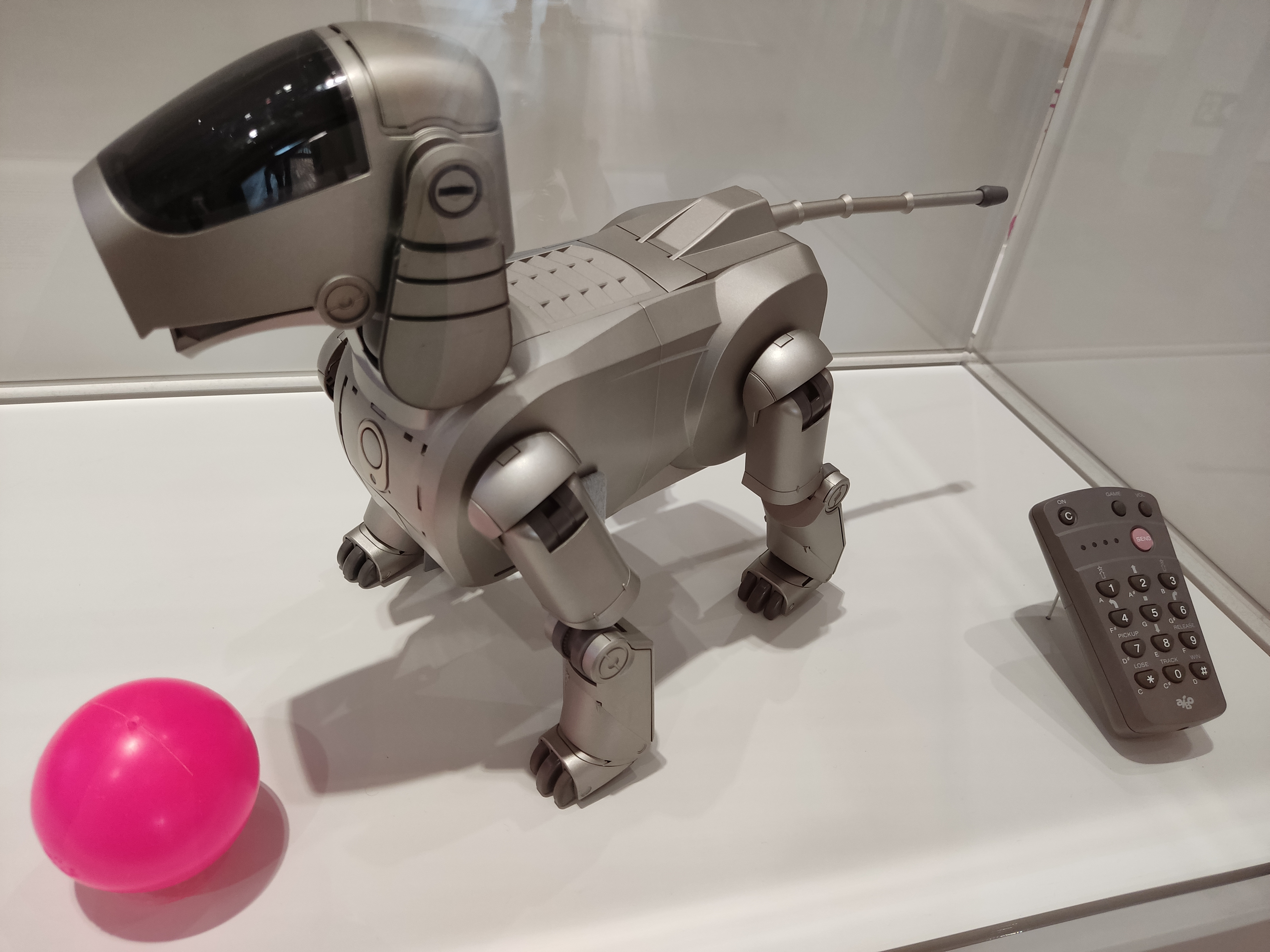
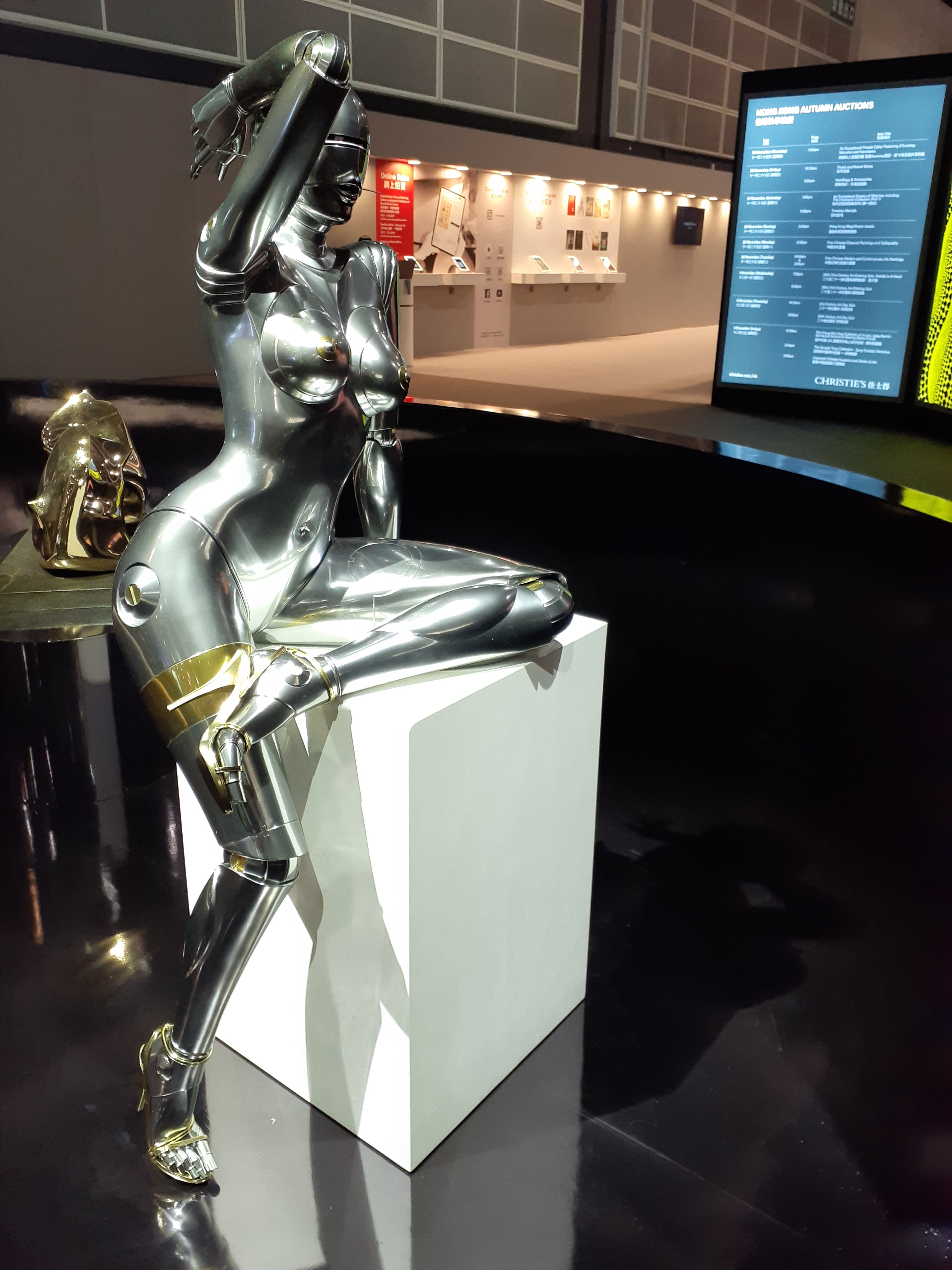
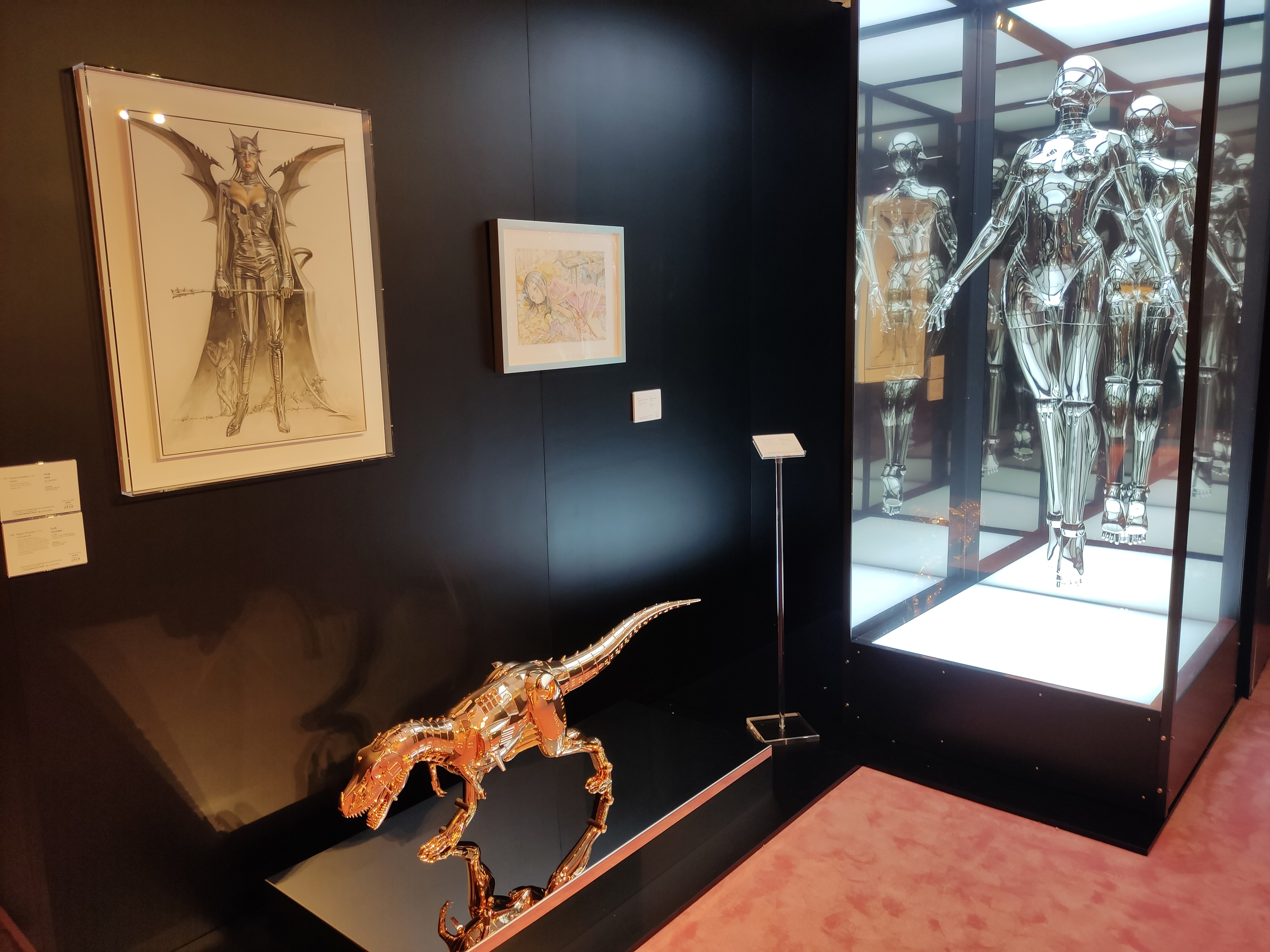
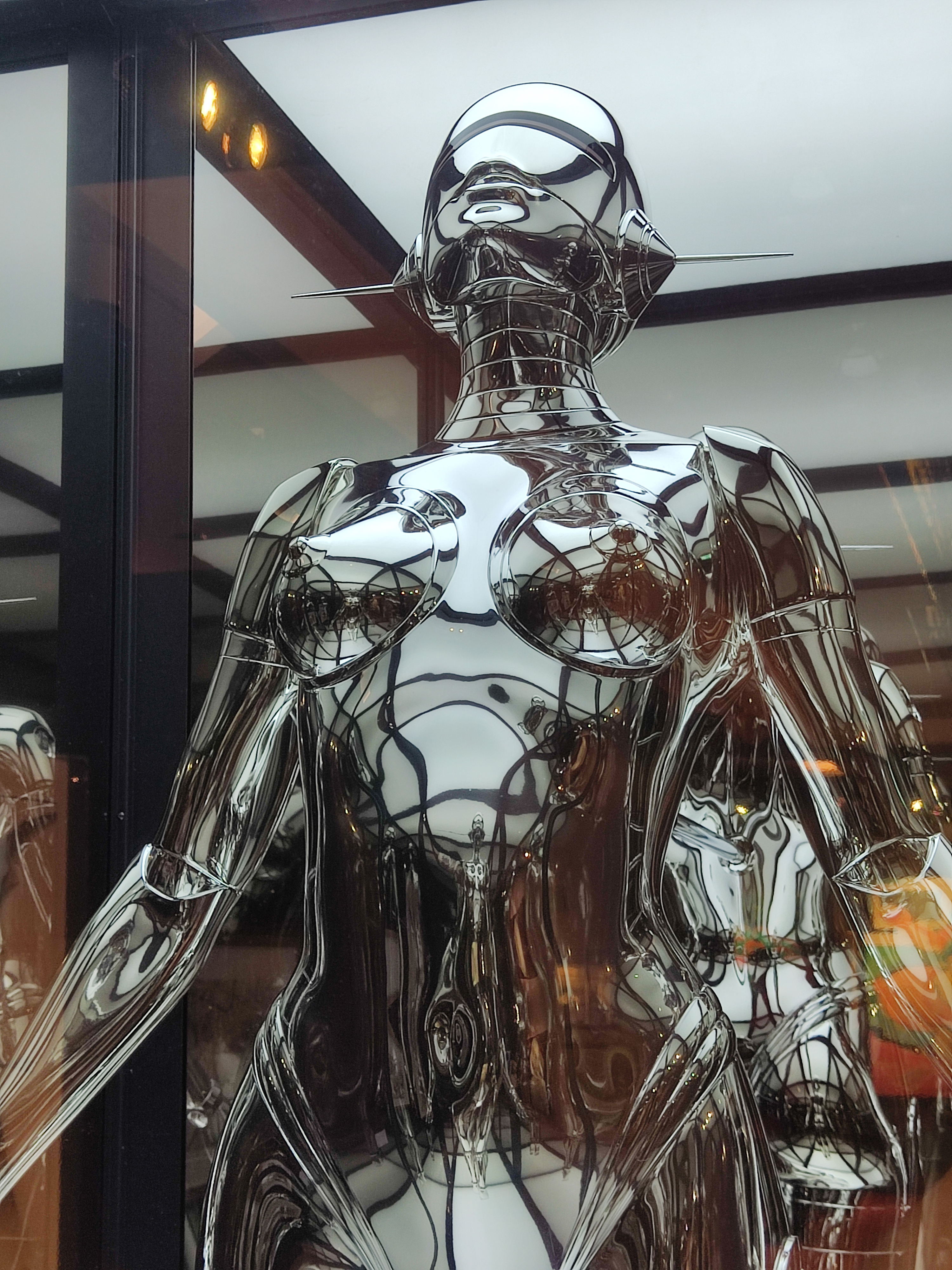